# Polícia Civil do Estado do Ceará
A Polícia Civil do Estado do Ceará é uma das polícias do Ceará, Brasil, órgão do sistema de segurança pública ao qual compete, nos termos do artigo 144, § 4º, da Constituição Federal e ressalvada competência específica da União, as funções de polícia judiciária e de apuração das infrações penais, exceto as de natureza militar.

## Histórico
A Polícia Civil do Estado do Ceará tem a origem comum à polícia civil brasileira, instituída a 10 de maio de 1808, com a criação da Intendência Geral de Polícia da Corte e do Estado do Brasil, por ato de D.João VI.
Sua primeira reformulação de importância como polícia judiciária advém da introdução do inquérito policial em 1871 e da criação dos cargos de delegado e sub-delegado de polícia.
Em 1890, o Decreto nº 01, do Governo Provisório da República, autoriza o estado a legislar sobre matéria policial, surgindo a primeira legislação estadual dispondo sobre a polícia. Em 1916 são criados os cargos de Chefe de Polícia, Delegado Regional e Delegado Sub-regional. A Secretaria de Polícia e Segurança Pública é estabelecida em 1928.
O primeiro Estatuto da Polícia Civil de Carreira do Estado do Ceará é introduzido por lei de 1969.
A partir de 2003 a instituição é chefiada pelo Delegado-Superintendente, da Superintendência de Polícia Civil do Estado do Ceará.

## Funções institucionais
Exercer, com exclusividade, as funções de polícia judiciária estadual visando a apuração das infrações penais e de sua autoria, através do inquérito policial e de outros procedimentos de sua competência;
Resguardar a inviolabilidade do direito à vida, à liberdade, à igualdade, à segurança e à propriedade de todos os brasileiros e estrangeiros residentes no País;
Adotar providências cautelares, destinadas a preservar os locais, os vestígios, e as provas das infrações penais;
Requisitar exames periciais, para comprovação da materialidade das infrações penais e de sua autoria;
Exercer a prevenção criminal especializada;
Planejar, coordenar, executar, a orientação técnica e o controle das atividades policiais, administrativas e financeiras;
Colaborar com a Justiça Criminal, fornecendo as informações necessárias à instrução e julgamento dos processos criminais e a promoção das diligências requisitadas pelas autoridades judiciárias e pelos representantes do Ministério Público;
Cumprir mandados de prisão;
Atuar harmonicamente com órgãos congêneres federais e de outras Unidades da Federação, objetivando manter intercâmbio de interesse policial para apuração das infrações penais;
Exercer as atividades procedimentais relativas a menores, nos termos da legislação especial;
Promover a integração com a comunidade.

## Carreiras Policiais
- Delegado de Polícia
- Inspetor de Polícia
- Escrivão de Polícia

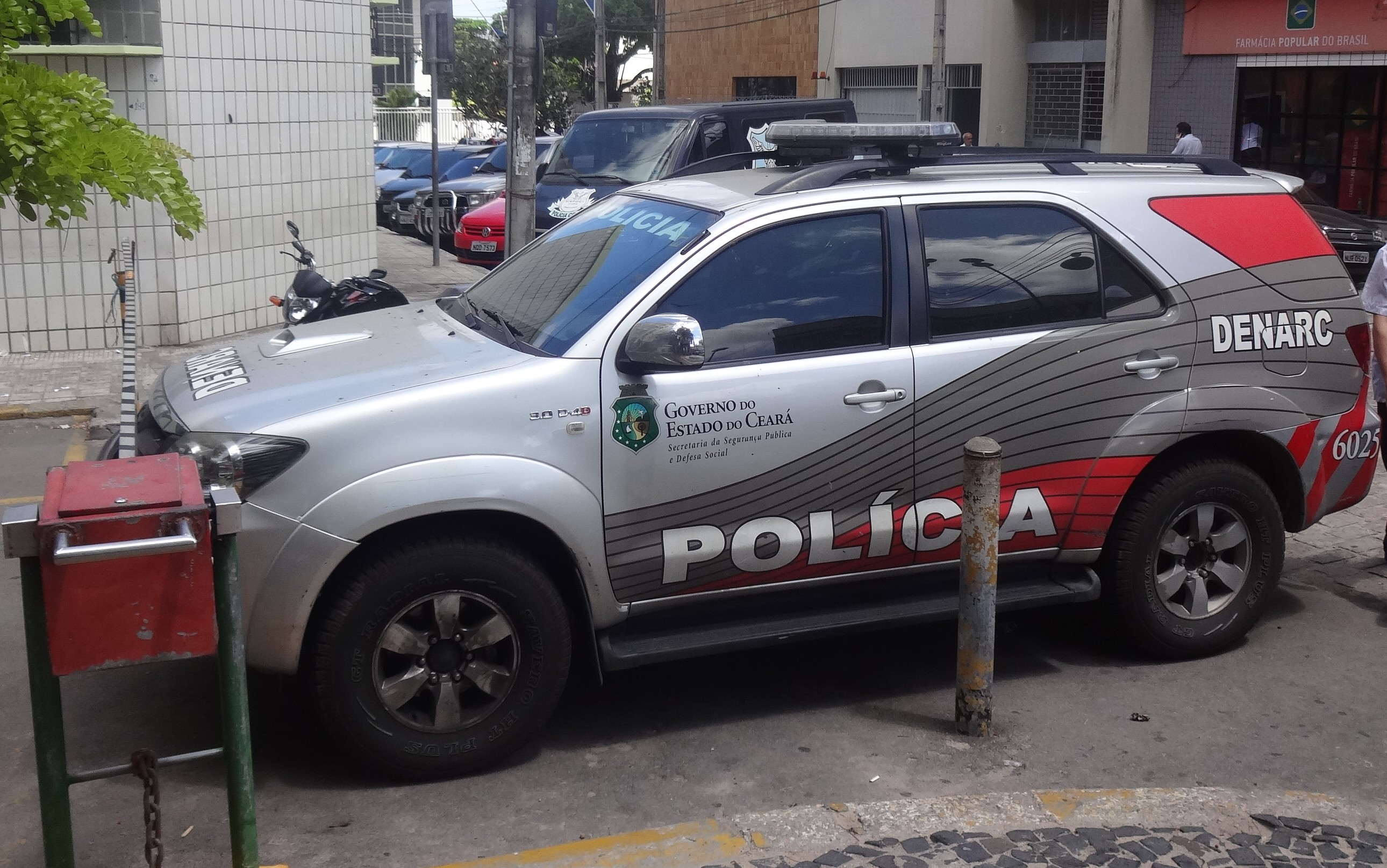
Viatura do DENARC

- Operador de Telecomunicações Policiais
- Professor da Academia de Polícia[4]

## Estrutura Operacional
A atual estrutura da PCCE tem por base a Lei do Modelo de Gestão do Poder Executivo.

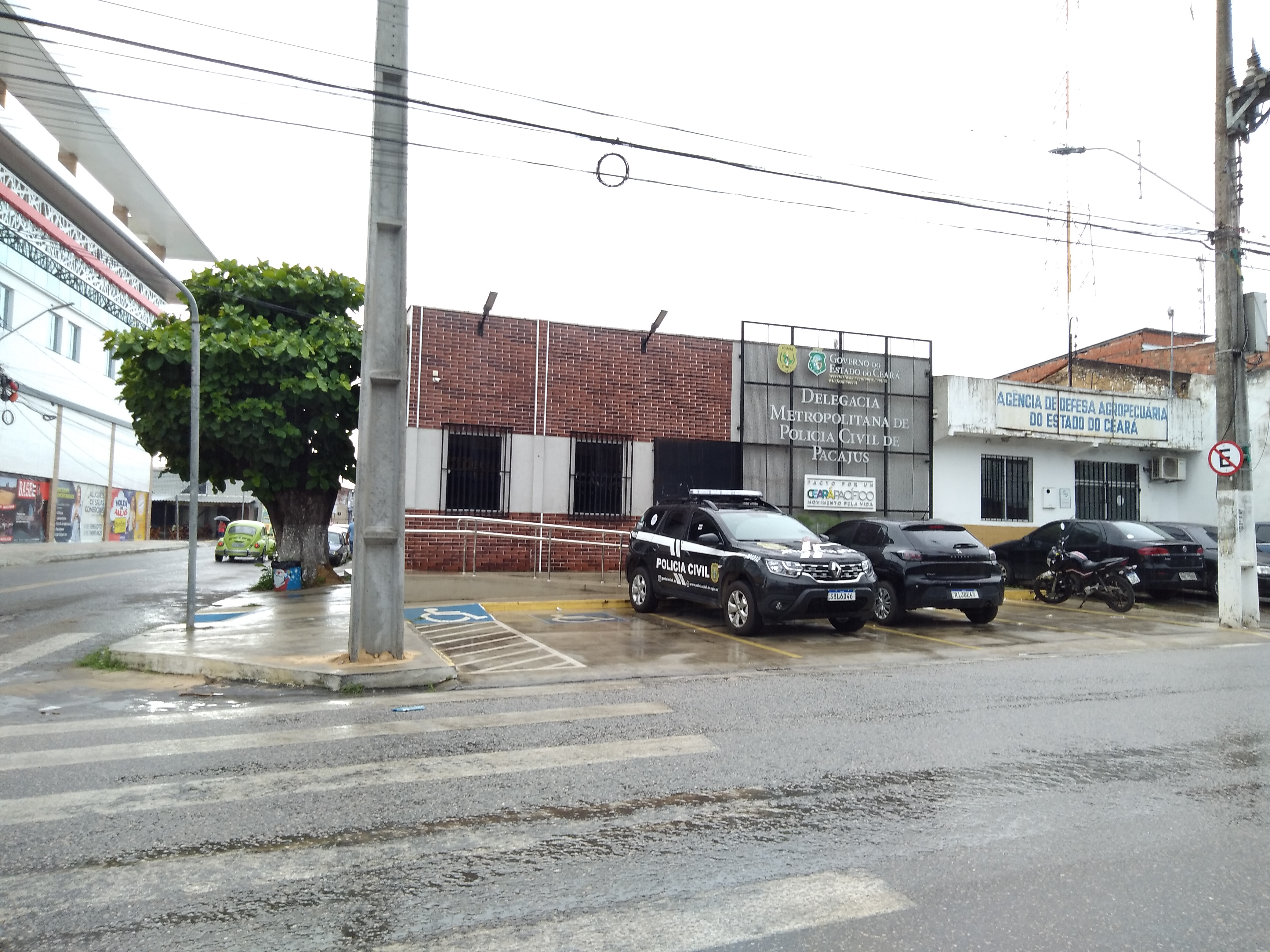
Delegacia de Polícia de Pacajus, Ceará, Brasil.

## Outras instituições
- Polícia Federal
- Polícia Rodoviária Federal
- Polícia Militar do Estado do Ceará
- Guarda Municipal
- Ministério Público do Estado do Ceará
- Tribunal de Justiça do Estado do Ceará